# Цукидзи (станция)
Станция Цукидзи (яп. 築地駅 цукидзи эки) — железнодорожная станция на линии Хибия расположенная в специальном районе Тюо, Токио. Станция обозначена номером H-11. На станции установлены автоматические платформенные ворота. В непосредственной близости от станции расположен Рыбный рынок Цукидзи.

## Планировка станции
Две платформы бокового типа и два пути.
| 1 | ○ Линия Хибия | Гиндза ・ Эбису ・ Нака-Мэгуро ・(Линия Тоёко) Хиёси ・ Кикуна |
| 2 | ○ Линия Хибия | Уэно ・ Кита-Сэндзю ・(Линия Исэсаки) Тобу-Добуцукоэн          |

## Близлежащие станции
| «                    |                      | Линия              |                    | »                  |
| Линия Хибия (H-11)   | Линия Хибия (H-11)   | Линия Хибия (H-11) | Линия Хибия (H-11) | Линия Хибия (H-11) |
| -------------------- | -------------------- | ------------------ | ------------------ | ------------------ |
| Хигаси-Гиндза (H-10) | Хигаси-Гиндза (H-10) | -                  | Хаттёбори (H-12)   | Хаттёбори (H-12)   |